# UNINE
UNINE（ユーナイン、優九少年）は、中華人民共和国の9人組男性アイドルグループ。iQIYIのオーディション番組『青春有你』で選ばれた9人によって結成され、2019年4月から2020年10月までの期間限定で活動した。

## 略歴

### 2019年
4月6日、iQIYIのオーディション番組『青春有你』で最終的に選ばれた9人の練習生でデビュー。
5月6日、アルバム『UNLOCK』を発売。
10月21日、アルバム『UNUSUAL』を発売。

### 2020年
5月6日、アルバム『U-Night-Flight』を発売。
9月30日、アルバム『UNFORGETTABLE』を発売。
10月6日、1年半の活動を終え解散。

## メンバー
| 名前   | 出身地               | 誕生日                 | 所属事務所                     | ポジション        | ファン名 | 応援カラー |
| ------ | -------------------- | ---------------------- | ------------------------------ | ----------------- | -------- | ---------- |
| 李汶翰 | 中華人民共和国浙江省 | 1994年7月22日（30歳）  | YUE HUA Entertainment          | リーダー          | 禮物盒   | 生日紅     |
| 李振寧 | 中華人民共和国広東省 | 1995年11月5日（29歳）  | 黒金計劃                       | ボーカル ダンサー | 桉葉     | 勿忘草色   |
| 姚明明 | 中華人民共和国山西省 | 1997年1月5日（28歳）   | 天加一文化伝媒(One Cool Jacso) | ダンサー          | 啟明星   | 空色       |
| 管櫟   | 中華人民共和国重慶市 | 1994年1月16日（31歳）  | 卡司星球                       | ダンサー          | 櫟隊     | 櫟色       |
| 嘉羿   | 中華人民共和国江西省 | 1998年7月14日（26歳）  | 匠星娯楽                       | ダンサー ラッパー | 軟糖     | 夾心黄     |
| 胡春楊 | 中華人民共和国河北省 | 1999年2月5日（26歳）   | YUE HUA Entertainment          | ラッパー          | HARU     | 胡楊綠     |
| 夏瀚宇 | 中華人民共和国湖南省 | 1997年6月11日（27歳）  | 少城時代                       | メインボーカル    | Belle    | 珊瑚色     |
| 陳宥維 | 中華人民共和国浙江省 | 1998年7月7日（26歳）   | 慈文伝媒                       | ラッパー          | 柚子     | UV橘       |
| 何昶希 | 中華人民共和国湖南省 | 1997年11月24日（27歳） | 覚醒東方                       | ダンサー          | 昶光     | 永日紫     |

## 作品
| No. | タイトル                            | 収録曲 |
| 1st | UNINE UNLOCK - 2019年5月6日         | 1. Bomba 2. Like A Gentleman 3. 春日記憶 |
| 2nd | UNINE UNUSUAL - 2019年10月21日      | 1. 租輛大巴去月亮 2. Set It Off 3. 海水不下墜（Butterfly） |
| 3rd | UNINE U-Night Flight - 2020年5月6日 | 1. Ready Go 2. Bad bad bad(李汶翰) 3. Future world(李振寧) 4. Precious(姚明明) 5. Over(管櫟) 6. Controller(嘉羿) 7. 我明白(胡春楊) 8. Arrival(夏瀚宇) 9. 超能力(陳宥維) 10. Now(何昶希) 11. U're mine |
| 4th | UNINE UNFORGETTABLE - 2020年9月30日 | 1. I Made It 2. 無言絮語 3. 閃亮的日子 |